# Климент XII
Климент XII (лат. Clemens PP. XII; в миру Лоренцо Корсіні, італ. Lorenzo Corsini; 7 квітня 1652, Флоренція — 6 лютого 1740, Рим, Папська держава) — 246-ий папа римський, понтифікат якого тривав з 12 липня 1730 року по 6 лютого 1740 року.

## Життя
Лоренцо Корсіні народився 7 квітня 1652 року, походив з флорентійської дворянської сім'ї. Отримав юридичну освіту в Пізі, у віці 33 років прийняв священницький сан. Климент XI у 1706 році призначив його кардиналом.

## Понтифікат
Семидесятивосьмирічний Климент XII був майже сліпий і дуже хворий. За нього правив його непот кардинал Нері Корсіні. В період понтифікату Климента XII Бурбони захопили Неаполь, вигнали з південної Італії Габсбурґів — викликало там нові заворушення. «Світські владики поспішно прагнуть до того, щоб позбавити папу всіх його світських прерогатив» — слова одного з венеційських дипломатів пророкували вже тоді падіння папської держави, яке відбулося через 150 років. 
Папі Клименту XII зобов'язана своєю незалежністю Республіка Сан-Марино.
1733 року беатифікував Яна з Дуклі. 
1738 року папа вперше засудив таємну організацію масонів у папські буллі In eminenti apostolatus specula.
1739 року оголосив Яна з Дуклі патроном Польщі, Литви і Русі.
Після призначення свого племінника кардиналом слідували 34 наступні призначення, серед них і восьмирічного Антоніо Жайме Бурбон і Фарнесіо — іспанського принца. 
Йому вдалося переконати патріархів коптської та вірменської церков зняти анафему з Халкідонського собору та папи Лева І.